# Carolina Nunes Vais
Carolina Nunes Vais (Livorno, 1856 – Tripoli, 1932) è stata una docente italiana, fondatrice e direttrice a Tripoli della prima scuola femminile italiana.

## Biografia
Carolina nacque a Livorno nel 1856, nella comunità ebraica della città, e negli anni settanta del XIX secolo si trasferì nella comunità ebraica di Tripoli per gestire la locale scuola femminile, perché era costume durante l'era imperiale europea delle classi agiate africane dare ai propri figli un'educazione di stampo europeo. Invitò a Tripoli Giannetto Paggi, che vi fondò la scuola maschile italiana e venne poi celebrato come patriota italiano.
Rimase in Libia tutta la vita, e la sua carriera da docente e direttrice della scuola italiana per ragazze durò cinquantadue anni. Contribuì all'introduzione di riforme al corso degli studi che portarono la scuola ad includere, tra le sue materie, il francese, l'inglese, la storia e la geografia. Nel 1903 le alunne, quasi tutte appartenenti alla borghesia ebraica tunisina, erano 241 e le spese per la gestione dell'istituto assorbivano circa il 12,5% del budget annuale per l'intero sistema educativo libico.
Nunes Vais fu non solo direttrice scolastica ma fece parte del consiglio della Women's Benevolent Society "Ezrat Nashim", fondata nel 1895 da un gruppo di donne italiane per consentire l'assistenza medica alle persone colpite da un'epidemia di peste. Morì nel 1932, ancora direttrice della scuola femminile italiana.